# Pressure 4-5
Pressure 4-5 war eine US-amerikanische Alternative- und Rap-Metal-Band aus Santa Barbara, Kalifornien, die im Jahr 1998 gegründet wurde und sich ca. 2002 auflöste.

## Geschichte
Nachdem Adam Rich (Gesang) und Mark Berry (E-Gitarre) sich bereits durch das gemeinsame Besuchen des Colleges in Santa Barbara kannten, entschieden sie sich eine Band zu gründen und machten sich im Januar 1998 auf die Suche nach weiteren Mitgliedern. Als Bassist stieß der College-Freund Lyle McKeany und als DJ stieß Joe Schmidt hinzu. Den Posten den Schlagzeugers übernahm zunächst Jake Fowler. Der Bandname Pressure 4-5 geht auf Schmidt zurück, dieser wollte eigentlich der zweite Gitarrist der Band sein. Die anderen Mitglieder befanden jedoch, dass es reicht, einen Gitarristen in der Band zu haben, weshalb ihm dieser Posten verwehrt blieb. Er erschien deshalb nur unregelmäßig zu Proben, weshalb die Mitglieder nie sicher waren, ob die Besetzung aus vier oder fünf Mitgliedern besteht. Schmidt übernahm schließlich den Posten des zweiten Gitarristen. Als neuer Schlagzeuger kam ein wenig später sein Bruder Tom in die Besetzung. Im Januar 1999 hielt die Band die ersten Auftritte ab. Sie spielte dabei mit Gruppen wie Incubus, A Perfect Circle und Papa Roach. Im selben Jahr erschien die selbstproduzierte EP Antechnology bei dem bandeigenen Label Dripping Records. Ende 2000 unterzeichnete die Band einen Vertrag bei DreamWorks Records. Hierüber wurde im Oktober 2001 das Debütalbum Burning the Process veröffentlicht, welches von Jay Baumgardner produziert und in den NRG Studios aufgenommen worden war. Von dem Album setzten sich rund 80.000 Einheiten ab. Nach der Veröffentlichung ging es zusammen auf Tour mit Alien Ant Farm und Hoobastank. Dabei trat die Band auch zusammen mit Dredg auf. Im selben Jahr nahm die Band am Ozzfest teil. Am 31. März 2002 begann eine US-Clubtour mit Audiovent und The Used durch 14 verschiedene Städte, die im The Troubadour in Los Angeles begann. Nach Auftritten mit Lit ging es auf eine von MTV 2 präsentierte Tour mit Apex Theory und Lostprophets, wobei die Band auch bisher unveröffentlichte Songs spielte, die in den Monaten zuvor geschrieben worden waren. Im Dezember 2001 trat die Band zusammen mit Sum 41, Blink-182, 311 und Adema auf. Am 1. März 2002 erschien außerdem die Single Melt Me Down, zu der auch ein Musikvideo, das in den Universal Studios aufgenommen worden war, veröffentlicht wurde. Etwas später löste sich die Band auf.

## Stil
Laut Eleanor Ditzel von Allmusic drückt die Band durch die Musik ihre optimistische, positive „Geist-über-Materie“-Philosophie aus, mit Rhythmen die von deprimierendem und melodischem Heavy Metal zu geradlinigem Rap Metal reichen würden. Zu fasste sie Burning the Process als Mischung aus Heavy- und Rap-Metal zusammen. Die Gruppe befasste sich mit dem Prozess, das Leben zu verstehen und der Albumtitel beziehe sich auf das Thema Problembewältigung. Textlich beschäftige man sich Themen wie Trauerbewältigung oder die gelegentliche Irrationalität von Religion. Da alle Mitglieder Gitarristen und Songwriter seien, schaffe man einen Abwechslungsreichtum, der durchdacht, non-konform und optimistisch sei. Bradley Torreano von Allmusic schrieb in seiner Rezension zum Album, dass die Band hierauf versucht den Alternative-Metal-Sound der Mitte der 1990er Jahre wiederzubeleben. Sie spiele hierbei melodischen depressiven Metal und rufe dabei Erinnerungen an Paw, Failure und Helmet wach. Gelegentlich gebe es auch klangliche Parallelen zu älteren Werken von Life of Agony. Auch der Gesang höre sich stark nach Helmet, aber auch Jawbox an. Die Gruppe nähere sich auf dem Album auch mehrfach dem Rap Metal an.
Christian Graf befand in seinem Nu Metal und Crossover Lexikon, dass die Gruppe einen Crossover-Metal spielt, der zwischen Aggressivität und Melodiösität schwanke.

## Diskografie
- 1999: Antechnology (EP, Dripping Records)
- 2001: Burning the Process (Album, DreamWorks Records)
- 2001: Beat The World/Pieces (Single, DreamWorks Records)
- 2001: EPK (VHS, DreamWorks Records)
- 2002: Melt Me Down (Single, DreamWorks Records)